# Mohamed Dionne
Mohamed Boun Abdallah Dionne (ur. 22 września 1959 w Gossas, zm. 5 kwietnia 2024 w Paryżu) – senegalski polityk, premier Senegalu od 8 lipca 2014 do 14 maja 2019. Z wykształcenia inżynier-informatyk. Odznaczony Krzyżem Wielkim senegalskiego Orderu Zasługi.